# Papradno
Papradno (maďarsky Kosárfalva) je obec na Slovensku v okrese Považská Bystrica. Žije zde přibližně 2 400 obyvatel. První písemná zmínka o obci pochází z roku 1525.

## Poloha a charakteristika
Obec leží v Papradenské dolině na říčce Papradnianka v Javorníkách, ve vzdálenosti od hlavního města Bratislavy 185 km, krajského města Trenčín 66,3 km a okresního města Považská Bystrica 16,3 km, sousedí se šesti obcemi: Brvnište, Dolná Mariková, Horná Mariková, Hatné, Štiavnik a Makov. Součástí obce je několik odlehlých horských osad pod hlavním hřebenem pohoří, severozápadně od obce, zejména osada Podjavorník. Obec Papradno patří mezi největší obce v okrese Považská Bystrica.

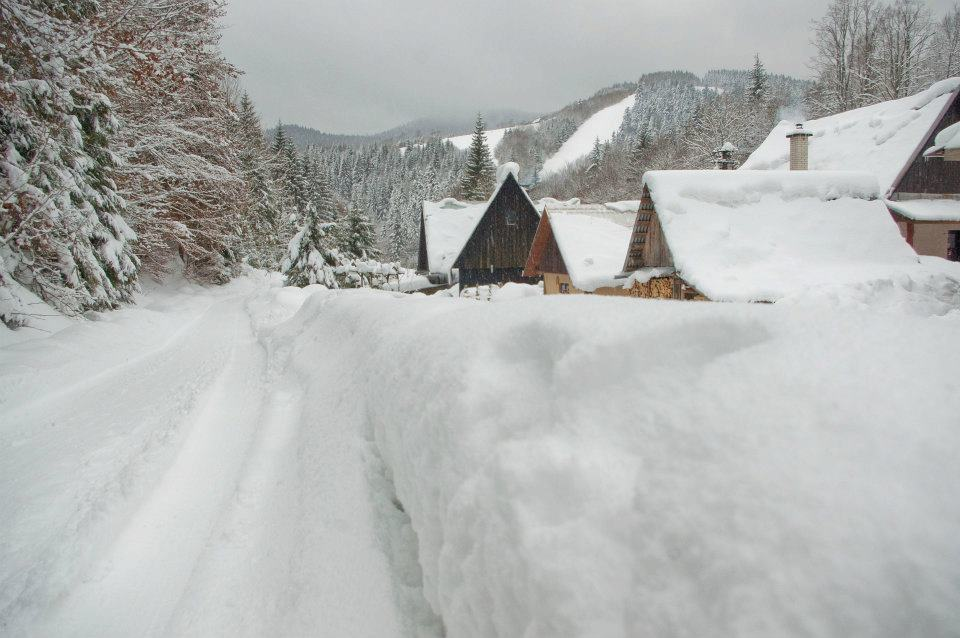
Podjavorník v zimě

## Dějiny
První písemná zmínka o obci Papradno pochází z roku 1525 a v té době obec patřila pod feudální panství Bytča. Katastr obce Papradno vznikl v 15. století oddělením od katastru Veľká Jasenica. Osidlování obce probíhalo pomalu, v 14. a 16. století probíhalo zejména díky valašské kolonizaci. Na tuto kolonizaci se dodnes zachovala památka ve formě znaku obce. Ve znaku můžeme vidět berana stojícího na pažitu. Tento symbol obce se používá již od roku 1757. Postupným osídlováním Papradna se začaly vytvářet i kopaničářské osady. Z nejvýznamnějších můžeme jmenovat osadu Podjavorník, Majer nebo Podhúboč.
V roce 1649 došlo k radikálnímu zhoršení sociální situace v obci a to zejména kvůli působení hraběnky Biháryové, která dostala celou obec i její katastr do pronájmu. Tato situace trvala až do roku 1848, kdy se Papradno vymanilo z poddanství. Pak se začalo v obci intenzivněji rozvíjet zemědělství, chov dobytka, různé řemeslnické činnosti a podobně. Protože Papradno leží v horské oblasti, zemědělství se zde příliš nedařilo a lidé byli odkázáni odcházet za prací do zahraničí (nejčastěji do Německa a Maďarska).
V roce 1906 byla i obec Papradno, jako mnohé jiné, postižená maďarizací a byl jí určen nový název – Kosárfalva (v doslovném překladu vesnice košíkář). Tento pomaďarštěný název byl odstraněn až v roce 1918, se vznikem Československa.
Architektonickou dominantou obce je jednolodní kostel svatého Ondřeje z roku 1792, postavený v pozdně barokním stylu.

### Současnost obce a turistika
Obec se v současnosti zaměřuje hlavně na rozvoj turistiky, zejména díky tomu, že se cca 5 – 7 kilometrů od obce nachází pohoří Javorníky, patřící do CHKO Kysuce. V osadě Podjavorník stojí turistický hotel a lyžařský vlek. V okolí obce je i několik vyznačených cykloturistických tras. V obci se dodnes zachovalo větší množství dřevěných domků, reprezentujících lidovou architekturu.

## Partnerská města
- Karolinka, Česko